# Дипалладийтрииттрий
Дипалладийтрииттрий — бинарное неорганическое соединение, интерметаллид
палладия и иттрия
с формулой Y3Pd2,
кристаллы.

## Получение
- Сплавление стехиометрических количеств чистых веществ:

{\displaystyle {\mathsf {2Pd+3Y\ {\xrightarrow {960^{o}C}}\ Y_{3}Pd_{2}}}}

## Физические свойства
Дипалладийтрииттрий образует кристаллы
тригональной сингонии,
пространственная группа R 3,
параметры ячейки a = 0,87502 нм, c = 1,64685 нм, Z = 9,
структура типа диникельтриэрбия Er3Ni2
.
Соединение образуется по перитектической реакции при температуре 960°C.